# Flics de choc (film)
Pour les articles homonymes, voir Flic de choc.
Pour plus de détails, voir Fiche technique et Distribution.
Flics de choc est un  film français réalisé par Jean-Pierre Desagnat et sorti en 1983.

## Synopsis
Après l'assassinat de deux jeunes femmes prêtes à témoigner à la suite de leur évasion d'une « maison de dressage », le commissaire Beauclair et son équipe de choc, Wanda, Gratien, Philippe et « FTN », mettent tout en œuvre pour démanteler un puissant réseau de prostitution.

## Fiche technique
- Titre : Flics de choc
- Réalisation : Jean-Pierre Desagnat
- Scénario : Jean Ardy et Guy Pérol d'après le roman de Serge Jacquemard Pièges pour fugueuses (Éditions Fleuve Noir, 1981,  (ISBN 2-265-01735-3))
- Dialogues : Patrick Laurent
- Assistant réalisation : Pascal Fellous
- Musique : Emilhenco
- Photographie : Maurice Fellous
- Son : Paul Lainé
- Décors : Frédéric Astich-Barre
- Montage : Janette Kronegger
- Assistants montage : Françoise Piérart • Françoise Bauer
- Costumes : Magali Fustier • Philomène Ghéné
- Maquillage : Ghyslaine Zay • Joëlle Le Mener
- Cascades véhicules : Rémy Julienne
- Cascades combats : Claude Carliez
- Assistants opérateurs : Jean-Claude Gaillard • François Le Corre
- Cadreur : Éric Fauchère
- Perchman : Michel Villain
- Machinistes : Roland Reffet • Patrick Vanocloo
- Électriciens : Serge Cry • Léon Esconjaureguy • Michel Védie
- Photographe de plateau : Alain Caste
- Assistants réalisateurs : Pascal Fellous • Michel d'Arcangues • Laurent Lutaud
- Script : Martine Macqueron
- Accessoiriste : Alain Alexandre • Johnny Weissler
- Régie : Sylvain Hecht
- Administration : Robert Chevereau
- Producteur exécutif : Guy Pérol
- Producteur délégué : Adolphe Viezzi
- Producteurs : Adolphe Viezzi • Jean Hardy
- Sociétés de production : Les Films de la Tour (France) • TF1 Productions
- Bruiteur : Jacky Dufour
- Mixage : Henri Graff
- Auditorium : SIS
- Laboratoires : Éclair
- Format : couleur (Eastmancolor) — 35 mm — son monophonique
- Année de tournage : 1983
- Pays d’origine :  France
- Genre : policier
- Durée : 93 minutes
- Sociétés de distribution : Plan Film (distributeur d'origine) • Les Acacias, Tamasa Distribution
- Date de sortie :  13 juillet 1983
- (fr) Mention CNC : tous publics (visa d'exploitation no 56940)
- Autres titres connus
  -  Royaume-Uni : Shock Cops (titre international)
  -  Allemagne : Blut auf dem Asphalt
  -  Allemagne de l'Est : Schockpolizisten
  -  Pays-Bas : Misbruikte meisjes
  -  Argentine : Fuerza peligrosa

## Distribution
- Pierre Massimi : Beauclair
- Chantal Nobel : Wanda Roumanoff
- Jean-Luc Moreau : Gratien Scorda
- Marc Chapiteau : FTN
- Pierre Banderet : Philippe Audray
- Mylène Demongeot : « la maîtresse »
- Nadine Alari : Véronique Duvilliers
- Jacques Balutin : Gilet, le chauffeur du camion
- Michel Barbey : le flic de la mondaine
- Christophe Bourseiller : l'informaticien des taxis
- Catherine Lachens : Barbara, la barmaid du Cormoran
- Michel Peyrelon : Jean-Philippe Lamblin
- Henri Virlojeux : Barraud, le chauffeur de taxi
- Lætitia Gabrielli : Sylvie Cortazzi
- Anne Tihomiroff : Marie-Christine
- Nathalie Hayat : Caroline
- Yannick Groell : Anne
- Michel Berreur : le tueur
- Daniel Gall : Roméo
- Vanessa Vaylord : la minette de Roméo
- Annie Savarin : la concierge
- Philippe Lelièvre : Johnny
- Pierre Londiche : Monsieur X
- Marie-Georges Pascal : l'assistante de « la maîtresse »
- Nicole Desailly : la femme de la cabine téléphonique
- Xavier Maly : Freddy
- Michel Bauman
- Daniel Breton
- Éric Dod
- Jean-Marc Dupuis
- Olivier Hémon
- Patrice Laclau
- Daniel Leger
- Guy Mercier
- Héloïse Mignot
- Jean-Michel Mole
- Jean-Marie Retby